# Expozice Petra Mladoně
Expozice Petra Mladoně je muzejní expozice v Mladoňovicích, sídlí v bývalé pastoušce. Expozice vznikla v rámci projektu Regionem Renesance v roce 2012 a to jako projekt spolupráce několika mikroregionů, Telčsko, Třešťsko a Jemnicko.

## Expozice
V expozici jsou uvedeny sbírky, které se týkají historie obce, jsou také uvedeny archeologické nálezy z okolí obce a další historické záznamy o obci. Stejně tak jsou součástí expozice informace o rodákovi z obce Petru Mladoňovi. Petr Mladoň se v obci narodil v roce 1390 a obec po něm byla v roce 1925 pojmenována, byl spisovatelem a rektorem pražské univerzity.